# Проворов, Александр Сергеевич
Алекса́ндр Серге́евич Проворов (25 февраля 1947, с. Датта, Советский район, Приморский край, СССР — 4 декабря 2014, США) — советский и российский учёный, доктор физико-математических наук (1991), профессор (1991). Последний ректор Красноярского государственного университета (1996—2006; в 2006 году вуз стал ядром Сибирского федерального университета). Действительный член Международной академии наук высшей школы, член-корреспондент Академии инженерных наук РФ, член Академии информатизации образования, действительный член Оптического общества им. Д. С. Рождественского, член-корреспондент Российской академии образования. Лауреат премии правительства РФ в области образования (2005 г.). Замгубернатора Красноярского края (1993—1996).

## Биография
Родился 25 февраля 1947 г. в с. Датта Советского района Приморского края. В 1969 году закончил физический факультет Новосибирского государственного университета по специальности «физика». Две первые научные работы опубликовал в авторитетных журналах: «Журнал экспериментальной и теоретической физики» и «Оптика и спектроскопия», учась на четвёртом курсе.
В 1969—1978 годах работал стажёром-исследователем, затем младшим научным сотрудником в институте физики проводников СО АН СССР. В 1975 году защитил кандидатскую диссертацию на тему «Исследование непрерывных перестраиваемых СО2-лазеров высокого давления». Научный руководитель — Вениамин Павлович Чеботаев. В 1978—1981 годах — младший научный сотрудник Института теплофизики СО АН СССР. С 1981 по 1993 год — старший преподаватель, доцент, и. о. заведующего кафедрой квантовой электроники, проректор по учебной работе, первый проректор Красноярского государственного университета.
В 1991 году в Саратовском гос. университете им. Н. Г. Чернышевского защитил докторскую диссертацию на тему «Процессы эффективной генерации перестраиваемого ИК и УФ излучения в волноводных газовых лазерах».
С 1993 по 1996 год — заместитель губернатора Красноярского края.
В 1996—2006 годах — ректор Красноярского государственного университета.
По собственным словам, полгода преподавал в университете города Торонто (Канада).

## Семья
Жена — Ольга Геннадьевна Проворова (в девичестве Коваль) — доктор наук, профессор, зав. кафедрой высшей математики. Есть сын.

## Научная деятельность
Сфера научных интересов — лазерная физика (в основном физика волноводных перестраиваемых газовых лазеров и их применение) и биомедицинская оптика.
Автор более 200 научных и научно-методических работ.
Член-корреспондент Российской академии образования (2001). Академик Международной академии наук высшей школы (1997), заслуженный работник высшей школы (1997), член-корреспондент Академии инженерных наук РФ (1992). Имеет благодарность Президента РФ (1995). Лауреат премии правительства РФ в области образования (2005 г.).